# Trentepohlia alboterminalis
Trentepohlia alboterminalis är en tvåvingeart som beskrevs av Alexander 1932. Trentepohlia alboterminalis ingår i släktet Trentepohlia och familjen småharkrankar. Inga underarter finns listade i Catalogue of Life.